# John Rusher
John Dunbar Rusher –conocido como Jack Rusher– (Boston, 18 de abril de 1967) es un deportista estadounidense que compitió en remo. Su esposa, Cynthia Eckert, compitió en el mismo deporte.
Participó en dos Juegos Olímpicos de Verano, obteniendo una medalla de bronce en Seúl 1988, en la prueba de ocho con timonel, y el cuarto lugar en Barcelona 1992, en el cuatro con timonel. Ganó una medalla de plata en el Campeonato Mundial de Remo de 1989, en el cuatro sin timonel.

## Palmarés internacional
| Juegos Olímpicos   | Juegos Olímpicos     | Juegos Olímpicos  | Juegos Olímpicos   |
| Año                | Lugar                | Medalla           | Prueba             |
| ------------------ | -------------------- | ----------------- | ------------------ |
| 1988               | Seúl (Corea del Sur) | Medalla de bronce | Ocho con timonel   |
| Campeonato Mundial |                      |                   |                    |
| Año                | Lugar                | Medalla           | Prueba             |
| 1989               | Bled (Yugoslavia)    | Medalla de plata  | Cuatro sin timonel |